# Muhammad Reza Anugrah
Mohammad Reza Anugrah (nacido en Kendari, el 21 de marzo de 1994), es un cantante indonesio, se unió a una banda musical llamada SM*SH, como rapero. Anteriormente, su carrera artística inició como bailarín, formando parte de un grupo de baile llamado "Ayo nge-Dance" con Cinta Laura. Actualmente es alumno de la "SMA 6 Bandung".

## Discografía

### Con SM*SH
- I Heart You (2010)
- Senyum dan Semangat (2011)
- Ada Cinta (2011)
- Akhiri Saja (2011)
- Selalu Bersama (2011)
- Inikah Cinta (2011)
- I Heart You acoustic version (2011)

## Telenovelas
- Cinta Cenat Cenut (2011) sebagai Reza
- Cinta Cenat Cenut 2 (2011) sebagai Reza
- Cinta Cenat Cenut 3 (2012) sebagai Reza
- ABG Jadi Manten (2014) sebagai Reza